# Meteorologija u 1935.
◄◄ | ◄ | 1932. | 1933. | 1934. | 1935.  | 1936. | 1937. | 1938. | ► | ►►
Arhitektura • Astronomija • Biologija • Film • Fotografija • Glazba • Kazalište • Kemija • Kiparstvo • Knjige • Književnost • Kršćanstvo • Meteorologija • Medicina • Planinarstvo • Politika • Pravo • Promet • Slikarstvo • Strip • Šport • Televizija • Znanost • Zrakoplovstvo • Željeznički promet
Meteorologija u 1935.

## Hrvatska i u Hrvata

### Rođenja
- Milan Sijerković, hrvatski meteorolog († 2018.)

## Vanjske poveznice
|  | Zajednički poslužitelj ima još gradiva o temi Vrijeme u 1935. |